# Perry Petty
Parrish Petty, detto Perry (Chicago, 5 aprile 1988), è un cestista statunitense naturalizzato ugandese.

## Palmarès
- Coppa d'Ungheria: 1

Körmend: 2016
- Campione PBL (2012)
- PBL Most Valuable Player (2012)
- PBL Playoffs MVP (2012)
- All-PBL First Team (2012)

## Statistiche

### Club
- Statistiche aggiornate al 18 luglio 2014

| Stagione        | Squadra         | Competizione    | Partite | Partite | Partite | Statistiche tiro | Statistiche tiro | Statistiche tiro | Altre statistiche | Altre statistiche | Altre statistiche | Altre statistiche | Altre statistiche |
| Stagione        | Squadra         | Competizione    | Pres.   | Titol.  | Minuti  | Tiri da 2        | Tiri da 3        | Liberi           | Rimb.             | Assist            | Rubate            | Stopp.            | Punti             |
| --------------- | --------------- | --------------- | ------- | ------- | ------- | ---------------- | ---------------- | ---------------- | ----------------- | ----------------- | ----------------- | ----------------- | ----------------- |
| 2013-2014       | VL Pesaro       | Serie A         | 14      | 14      | 370     | 44/96            | 12/47            | 36/48            | 53                | 43                | 17                | 2                 | 160               |
| Totale carriera | Totale carriera | Totale carriera | 14      | 14      | 370     | 44/96            | 12/47            | 36/48            | 53                | 43                | 17                | 2                 | 160               |